# Lynn Elsenhans
Lynn Elsenhans ist eine US-amerikanische Managerin.

## Leben
Elsenhans studierte an der Rice University Mathematik und graduierte dort 1978. Danach studierte sie Wirtschaftswissenschaften an der Harvard Business School, wo sie 1980 graduierte. Elsenhans arbeitete 28 Jahre beim niederländisch-britischen Konzern Royal Dutch Shell. Ab 2008 war Elsenhans Chairwoman, Präsident und CEO des US-amerikanischen Unternehmens Sunoco. Nach Forbes Magazine gehört Elsenhans zu den 100 einflussreichsten Frauen der Welt. Elsenhans ist verheiratet und lebt in Philadelphia. 2012 schied sie als CEO und Präsident von Sunoco aus.